# Trichrysis coeruleamaculata
Trichrysis coeruleamaculata (лат.) — вид ос-блестянок рода Trichrysis из подсемейства Chrysidinae.

## Распространение
Китай (провинция Фуцзянь, Fuzhou, Jingshan; 26°17’12"N 118°58’52"E).

## Описание
Длина — 8 мм. Ярко-окрашенные металлически блестящие осы сине-зелёного цвета (глаза чёрные, лапки коричневые).
Тело удлиненное. Задний край третьего тергита брюшка с 3 небольшими широкими зубцами. Предположительно, как и другие виды своего рода гнездовые паразиты одиночных сфекоидных ос (Crabronidae). Период лёта: август.
Сходен с видами Trichrysis trigona (Mocsáry, 1889) и Trichrysis hexapholis Bohart, 1987 (Шри-Ланка). Вид был впервые описан в 2016 году итальянско-швейцарским энтомологом Паоло Роза (Paolo Rosa; Natur-Museum Luzern, Люцерн, Швейцария) и его китайскими коллегами Na-Sen Wei (N.S. Wei), Jun Feng и Zai-Fu Xu (Z.F.Xu) (все из Department of Entomology, South China Agricultural University, Гуанчжоу, Китай).